# Travis Trice
Travis Lamar Trice Jr. (Springfield, Ohio, 22 de enero de 1993) es un baloncestista estadounidense que juega para los Criollos de Caguas del BSN de Puerto Rico. Con 1,83 metros de estatura, juega en la posición de base. Es hermano del también baloncestista D'Mitrik Trice.

## Trayectoria deportiva

### Universidad

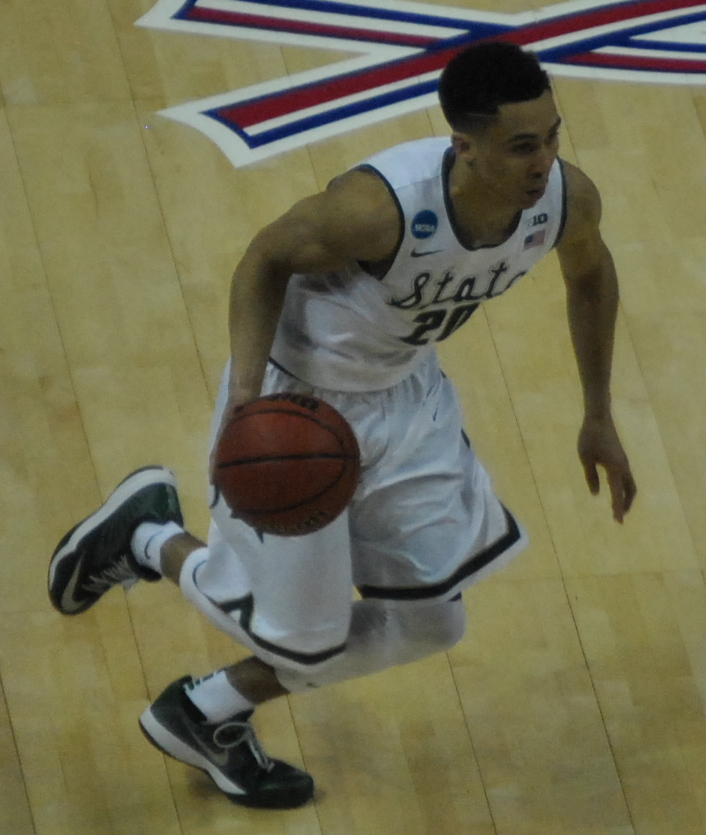
Trice con Michigan en 2015.

Jugó cuatro temporadas con los Spartans de la Universidad Estatal de Míchigan, en las que promedió 8,5 puntos, 2,1 rebotes y 2,9 asistencias por partido. En su última temporada fue incluido por la prensa especializada y los entrenadores en el tercer mejor quinteto de la Big Ten Conference.

#### Estadísticas
| Año     | Equipo   | PJ  | PT | MPP  | %TC  | %3P  | %TL  | RPP | APP | ROB | TPP | PPP  |
| ------- | -------- | --- | -- | ---- | ---- | ---- | ---- | --- | --- | --- | --- | ---- |
| 2011–12 | Michigan | 32  | 0  | 17.2 | .381 | .405 | .576 | 1.8 | 1.8 | .8  | .1  | 4.5  |
| 2012–13 | Michigan | 27  | 0  | 18.6 | .320 | .403 | .720 | 1.6 | 1.9 | .9  | .0  | 4.8  |
| 2013–14 | Michigan | 36  | 8  | 22.3 | .420 | .434 | .818 | 1.6 | 2.3 | .9  | .2  | 7.3  |
| 2014–15 | Michigan | 39  | 33 | 33.6 | .397 | .369 | .715 | 3.2 | 5.1 | 1.0 | .2  | 15.3 |
| Total   | Total    | 134 | 41 | 23.6 | .390 | .395 | .715 | 2.1 | 2.9 | .9  | .1  | 8.5  |

### Profesional
Tras no ser elegido en el Draft de la NBA de 2015, jugó las Ligas de Verano de la NBA con Miami Heat, formando posteriormente con los New York Knicks para disputar la pretemporada, siendo despedido antes del comienzo de la temporada. En noviembre fue adquirido por los Westchester Knicks de la D-League como jugador afiliado de New York. Jugó una temporada en la que promedió 15,3 puntos y 5,7 asistencias por partido.
En agosto de 2016 fichó por una temporada por los Cairns Taipans de la NBL Australia, en la que promedió 14,6 puntos y 3,5 asistencias por partido. En febrero de 2017 fue nuevamente contratado por los Westchester Knicks, donde acabó la temporada promediando 21,1 puntos y 6,4 asistencias por partido.
En julio de 2017 regresó a Australia para fichar por los Brisbane Bullets, donde jugó una temporada en la que promedió 15,5 puntos y 5,1 asistencias por encuentro. En marzo de 2018 firmó con el Champville SC de Líbano, donde únicamente jugaría cinco partidos, promediando 15,0 puntos y 5,2 asistencias.
El 31 de julio de 2018 firmó contrato con Milwaukee Bucks para disputar la pretemporada con el equipo, pero mes y medio después fue despedido sin llegar a debutar.
El 29 de diciembre de 2020, el Galatasaray Doğa Sigorta de la BSL turca hace oficial la contratación del jugador hasta el final de la temporada 2020-21.
El 22 de julio de 2021, firma por el Illawarra Hawks de la National Basketball League (Australia).
El 22 de octubre de 2021, firma por el WKS Śląsk Wrocław de la Polska Liga Koszykówki. El base americano finalizaría la competición doméstica con una media de 18 puntos, 2,7 rebotes, 7,2 asistencias y 23 de valoración. Con respecto a la Eurocup, logró clasificar a su equipo para los playoff con un promedio de 14,5 puntos, 2,7 rebotes, 6,6 asistencias y 16,7 de valoración.
El 4 de junio de 2022, Travis firma por el UCAM Murcia CB de la Liga Endesa.
El 19 de abril de 2023, se desvincula del conjunto murciano.
En 2023 firma un contrato con los Grises de Humacao de la Liga de Baloncesto Superior Nacional de Puerto Rico.
Al comienzo de la temporada 2023-24, firma un contrato con los Xinjiang Flying Tigers de la CBA china.
En abril de 2024 se unió a los Criollos de Caguas del BSN de Puerto Rico.  En julio fue nombrado MVP.

## Selección nacional
Trice jugó para la selección de baloncesto de los Estados Unidos en la clasificación de FIBA Américas para la Copa Mundial de Baloncesto de 2019 y en el clasificatorio a la FIBA AmeriCup de 2022.